# 莫霍什·加博尔
莫霍什·加博尔（匈牙利语：Mohos Gábor；1973年9月11日-）是匈牙利籍天主教司铎、埃斯泰尔戈-布达佩斯总主教区辅理主教、圣伊什特万圣殿堂区本堂神父以及罗马宗座匈牙利学院前院长。

## 生平
莫霍什·加博尔，中学就读于潘诺恩哈尔姆本笃会文理中学。其毕业后在埃斯泰尔戈姆神学高级学校学习神学，后前往宗座额我略大学进修，并于1999年6月19日被祝圣为司铎。
在1999年至2000年期间，莫霍什在圣安德烈担任随行神职人员，之后作为宗座宗座亚丰索学院的奖学金生在罗马学习至2002年，从罗马归国后继续担任随行神职人员，直到2003年。
在2003年至2008年期间，莫霍什在埃斯泰尔戈姆-布达佩斯总教区办公室担任总主教秘书兼司仪。而在2008年至2018年则担任匈牙利天主教会主教会议秘书，2016年至2018年兼任埃斯泰尔戈姆-布达佩斯总教区神恩复兴运动属人堂区的本堂司铎。在2018年8月起至被任命为辅理主教前，他是罗马宗座匈牙利学院院长。

## 牧徽

莫霍什·加博尔牧徽